# Шиян Олена Іллівна
Шиян Олена Іллівна (нар. 3 липня 1956 року, Львів, Українська РСР, СРСР) — педагог, кандидат педагогічних наук (1999), доктор наук з державного управління (2012), професор (2013). Авторка підручників «Здоров'я, безпека та добробут» (колишні «Основи здоров'я») НУШ для 5, 6, 7 класів.

## Біографічні дані
В 1979 році закінчила Львівський державний університет імені Івана Франка, біологічний факультет (викладач біології і хімії).
- З 1979 по 1985 працювала вчителем ВШ № 13 м. Львова;
- з 1985 по 1990 працювала учителем біології, вихователем ГПД експериментальної середньої школи АПН СРСР м. Пущино;
- з 1990 по 1995 — учитель біології СІП № 11 м. Львова; методист (1995—1998);
- з 1998 по 1999 — науковий співробітник лабораторії змісту освіти Львівського науково-методичного інституту освіти;
- з 1999 по 2000 — доцент кафедри теорії і методики фізичного виховання,
- з 2000 по 2006 — декан факультету післядипломної освіти, магістратури та аспірантури, по 2007 доцент кафедри біологічних основ фізичної культури,
- з 2008 по 2019 — завідувач кафедри здоров'я людини Львівського державного університету фізичної культури імені Івана Боберського;
- з 2019 — завідувач кафедри життєвих компетентностей Львівського обласного інституту післядипломної педагогічної освіти.[3]

У 2016 році обрана членом адміністративної ради Асоціації педагогічної освіти Європи (англ. Association of Teacher Education in Europe (ATEE)).
Член редколегії українських — «Фізична активність, здоров'я і спорт», «Спортивна наука України», «Педагогічна думка», та іноземних наукових видань — «Life and Movement» (Польща), Annual Proceedings (ATEE), «Association for Teacher Education in Europe Proceedings» (Бельгія).
Була членом робочої групи з розроблення Державних стандартів початкової освіти та базової та повної загальної середньої освіти (соціальна і здоров'язбережувальна освітня галузь). У 2017 році очолювала робочу групу з удосконалення навчальних програм «Основи здоров'я» для учнів 5-9 класів. Входила до складу регіональних координаторів Національної мережі шкіл сприяння здоров'ю.

### Участь у міжнародних програмах
- Національний експерт Всеукраїнського проєкту з розвитку компетентностей, підприємливості та цифрової освіти — Європейський фонд освіти (ETF) (2017—2019);
- координатор і майстер-тренер у Львівській області Швейцарсько-українського проєкту «Розвиток громадянських компетентностей в Україні — DOCCU» (2016—2018);
- консультант з питань здорового способу життя проєкту «Формування здоров'я збережного ставлення до життя серед молоді польсько-українського прикордоння» (2013—2014);
- учасник проєкту ЄС «Програма транскордонного співробітництва Польща-Білорусь-Україна» (2007—2013).[3]

## Основні праці
Автор (співавтор) близько 150 наукових праць з питань освітньої політики, освітнього менеджменту, фізичного виховання та здорового способу життя (з них 15 у зарубіжних наукових виданнях). Основні (за МОН):
- монографія «Державна освітня політика з питань забезпечення здорового способу життя молоді» (2010);
- у співавторстві — навчальні посібники «Компетентнісний підхід до забезпечення здорового способу життя у сприятливому екосередовищі» (2009);
- «Освітній менеджмент в умовах змін» (2011);
- навчально-методичні посібники «Освітня політика Англії з фізичного виховання (національний курикулум)» (2008);
- «Удосконалення багатосекторального підходу до профілактики ВІЛ-інфекції/СНІДу та наркоманії на прикладі Львівської області» (2008);
- навчальні посібники серії «Здорова школа»: аспекти освітньої політики (2010); аспекти духовного здоров'я; сприятливе екосередовище (2011); аспекти управління (2012); рухова активність; аспекти моніторингу; довідник шкіл сприяння здоров'ю (2013).[2]

## Нагороди
Нагороджена: 
- нагрудними знаками Міністерства освіти і науки України «Відмінник освіти України» (2000),
- «Василь Сухомлинський» (2017),
- медаллю Національної академії педагогічних наук України «Ушинський К. Д.» (2015).

«За вагомий внесок у розвиток фізичної культури і спорту Львівщини та за особливі здобутки в науковій та науково-організаційній роботі» відзначена грамотами Львівської обласної ради (2011) і Західного наукового центру (2013).